# 亚利桑那州校际协会
亚利桑那州校际协会（Arizona Interscholastic Association, 简称AIA）是亞利桑那州高中体育和活动的两个监管机构之一。它由该州所有公立高中（阿霍高中、比弗达姆高中和吉拉本德高中除外）、各种特许学校和私立学校组成，另外还有加利福尼亚州溫特哈芬的一个正式会员圣帕斯夸尔谷高中和墨西哥索諾拉州諾加萊斯的一个准会员。AIA共有 264 名成员，其中包括 262名正式成员和2名准成员。其准会员有贝塞斯·钱德勒学院(BASIS Chandler)，和弗雷·佩德罗·德·甘特学院。
AIA并非亚利桑那州唯一的高中体育监管机构（峡谷体育协会负责协调小型学校，尤其是特许学校的赛事），但却是最大的监管机构。